# Teteven
Teteven város a Vit folyó partján fekszik a Stara Planina lábánál észak-közép-Bulgáriában, Lovecs megyében.

## Története
A várost írásos dokumentum először 1421-ben említi. A feltételezések szerint a város neve bizonyos Tetyo (Tetyov rod) családnévből származik, akik a területen telepedtek le és alapították a várost. A város nevének régebbi változatai, amelyeket írásos dokumentum őriz: Tetyuven és Tetyuvene.
A 16. és 17. században virágzó várost szervezett török rablóbandák fosztották ki. 1801-ben leégett, és majdnem teljesen elpusztult, csupán 4 ház menekült meg a 3000 közül. A város később újjáéledt, és aktívan részt vett a bolgár függetlenségért vívott fegyveres küzdelemben a 19. században, miközben menedéket nyújtott Vaszil Levszki szervezett lázadó hálózata forradalmi bizottságának.

## Sport
Minden nyáron Tetevenben nagy sakkbajnokságot tartanak, a bolgár sakknaptár egyik legnagyobb eseményét. A 21-dik 2006-ban 130 játékost vonzott az egész országból és a nemzetközi mester Sasho Nikolov győzelmével ért véget. A következő bajnokságot 2007 augusztusára tűzték ki.

## Névadás
A Teteven-gleccser a Livingston-szigeten (Déli-Shetland-szigetek, Antarktisz) a nevét a városról kapta.

## Lásd még
- Lovecs
- Lukovit
- Petrevene

## Külső hivatkozások
- Teteven város portálja (bolgár verzió)
- Teteven város portálja (angol verzió)

1. ↑  https://www.grao.bg/tna/t41nm-15-03-2024_2.txt